# Kohleria
Kohleria es un género del Nuevo Mundo de fanerógamas de la familia Gesneriaceae.  Hierbas robustas, erectas, con rizomas escamosos, tallos hirsutos. Hojas opuestas o en verticilos de 3–4, subiguales a desiguales, láminas frecuentemente rugosas, pilosas o hirsutas, pecioladas. Inflorescencias en las axilas de las hojas superiores, frecuentemente con apariencia de racimos o espigas, con hojas reducidas, flores 1–pocas, fasciculadas, pedúnculos ausentes; tubo floral turbinado a globoso; lobos del cáliz 5, triangulares y enteros; tubo de la corola casi erecto u oblicuo con respecto al cáliz, limbo de 5 lobos subiguales, patentes y redondos; estambres 4, didínamos, incluidos, anteras con dehiscencia longitudinal; glándulas del disco 5 y libres o las 2 posteriores algo connadas; ovario casi semiínfero, estilo incluido, estigma bilobado. Fruto una cápsula ovoide o globosa, seca y bivalvada (MOBOT).

## Etimología
El nombre del género fue otorgado en honor de Michael Kohler , profesor de Historia Natural en Zúrich, Suiza.

## Especiesyvariedades
- Kohleria affinis (sin. Capanea affinis)
- Kohleria allenii
- Kohleria amabilis
  - Kohleria amabilis var. amabilis
  - Kohleria amabilis var. bogotensis (sin. K. bogotensis)
- Kohleria hirsuta
- Kohleria inaequalis
- Kohleria spicata
- Kohleria tigridia (sin. Capanea grandiflora)
- Kohleria villosa
- Kohleria warscewiczii

## Cultivo
Sus vistosas flores y su facilidad de cultivo las hace popular entre cultivadores de  plantas de interiores. Numerosas especies y híbridos son ahora en cultivo, con algunos  patrones o variegados de vívidas flores. Se propagan por gajos y división de rizomas.